# José María Pignatelli de Aragón y Gonzaga

Stemma dei duchi di Solferino

José María Pignatelli de Aragón y Gonzaga (Saragozza, 19 aprile 1744 – Bordeaux, 27 aprile 1774) è stato un militare spagnolo e terzo duca di Solferino.

## Biografia
Era il figlio maggiore di Joachim Atanasio Pignatelli Aragona Cortez, conte de Fuentes e ambasciatore spagnolo a Torino, Londra e Parigi, e di Maria Luisa Gonzaga e Caracciolo, duchessa di Solferino. Nel 1754, con la nomina di suo padre come ambasciatore spagnolo a Torino, tutta la famiglia si trasferì nella città italiana.
Il 6 aprile 1760 sposò a Saragozza Ignacia María del Pilar Abarca de Bolea, unica erede della casata del conte di Aranda. Si arruolò nel Reggimento della Guardia Spagnola di fanteria. Ebbe la sua prima figlia, Joaquina, che morì pochi mesi dopo.
A Madrid nel 1762 fu nominato colonnello aggiunto al Reggimento di Maiorca, ottenendo il 5 aprile 1763 il comando del Reggimento di Galizia.
Nel 1764 nacque il suo secondo figlio, Luis Gonzaga Joaquín, deceduto nel 1767.
Nel 1770 la salute andò peggiorando e nel 1771 si licenziò dall'esercito. Morì nel 1774.
Gli succedette il fratello Luis Antonio Pignatelli Aragona y Gonzaga, IV duca di Solferino.

## Ascendenza
|                                                         |                       |                                                                   | Genitori                                                           |  |  | Nonni |  |  | Bisnonni                                    |  |  | Trisnonni                              |  |
|                                                         |                       |                                                                   |                                                                    |  |  |       |  |  | Niccolò Pignatelli, VIII duca di Monteleone |  |  | Giulio Pignatelli, II principe di Noia |  |
|                                                         |                       |                                                                   |                                                                    |  |  |       |  |  | Niccolò Pignatelli, VIII duca di Monteleone |  |  | Giulio Pignatelli, II principe di Noia |  |
|                                                         |                       | Beatrice Carafa                                                   |                                                                    |  |  |       |  |  | Niccolò Pignatelli, VIII duca di Monteleone |  |  |                                        |  |
| Antonio Pignatelli de Aragón                            |                       |                                                                   |                                                                    |  |  |       |  |  | Niccolò Pignatelli, VIII duca di Monteleone |  |  |                                        |  |
|                                                         |                       | Giovanna Pignatelli Pimentel Benavides, IX duchessa di Monteleone | Andrea Fabrizio Pignatelli, VI duca di Monteleone                  |  |  |       |  |  |                                             |  |  |                                        |  |
|                                                         |                       | Giovanna Pignatelli Pimentel Benavides, IX duchessa di Monteleone | Andrea Fabrizio Pignatelli, VI duca di Monteleone                  |  |  |       |  |  |                                             |  |  |                                        |  |
|                                                         |                       | Giovanna Pignatelli Pimentel Benavides, IX duchessa di Monteleone | Teresa Antonia Pimentel y Benavides                                |  |  |       |  |  |                                             |  |  |                                        |  |
| Joaquín Atanasio Pignatelli de Aragón y Moncayo         |                       | Giovanna Pignatelli Pimentel Benavides, IX duchessa di Monteleone |                                                                    |  |  |       |  |  |                                             |  |  |                                        |  |
|                                                         |                       | Bartolomé Isidro de Moncayo y Palafox, III marchese di Coscojuela | Diego de Moncayo y Fernández de Heredia, II marchese di Coscojuela |  |  |       |  |  |                                             |  |  |                                        |  |
|                                                         |                       | Bartolomé Isidro de Moncayo y Palafox, III marchese di Coscojuela | Diego de Moncayo y Fernández de Heredia, II marchese di Coscojuela |  |  |       |  |  |                                             |  |  |                                        |  |
|                                                         |                       | Bartolomé Isidro de Moncayo y Palafox, III marchese di Coscojuela | Violante Palafox y Folch de Cardona                                |  |  |       |  |  |                                             |  |  |                                        |  |
| Francisca Moncayo de Heredia, IV marchesa di Coscojuela |                       | Bartolomé Isidro de Moncayo y Palafox, III marchese di Coscojuela |                                                                    |  |  |       |  |  |                                             |  |  |                                        |  |
|                                                         |                       | Francesca de Blanes i Calatayud                                   | Francisco de Blanes, IX conte di Centellas                         |  |  |       |  |  |                                             |  |  |                                        |  |
|                                                         |                       | Francesca de Blanes i Calatayud                                   | Francisco de Blanes, IX conte di Centellas                         |  |  |       |  |  |                                             |  |  |                                        |  |
|                                                         |                       | Francesca de Blanes i Calatayud                                   | Anna Maria Pérez de Calatayud y Palafox                            |  |  |       |  |  |                                             |  |  |                                        |  |
| José María Pignatelli de Aragón y Gonzaga               |                       | Francesca de Blanes i Calatayud                                   |                                                                    |  |  |       |  |  |                                             |  |  |                                        |  |
|                                                         | Ferdinando II Gonzaga | Carlo Gonzaga                                                     |                                                                    |  |  |       |  |  |                                             |  |  |                                        |  |
|                                                         | Ferdinando II Gonzaga | Carlo Gonzaga                                                     |                                                                    |  |  |       |  |  |                                             |  |  |                                        |  |
|                                                         | Ferdinando II Gonzaga | Isabella Martinengo                                               |                                                                    |  |  |       |  |  |                                             |  |  |                                        |  |
| Francesco Gonzaga                                       | Ferdinando II Gonzaga |                                                                   |                                                                    |  |  |       |  |  |                                             |  |  |                                        |  |
|                                                         |                       | Laura Pico della Mirandola                                        | Alessandro II Pico della Mirandola                                 |  |  |       |  |  |                                             |  |  |                                        |  |
|                                                         |                       | Laura Pico della Mirandola                                        | Alessandro II Pico della Mirandola                                 |  |  |       |  |  |                                             |  |  |                                        |  |
|                                                         |                       | Laura Pico della Mirandola                                        | Anna Beatrice d'Este                                               |  |  |       |  |  |                                             |  |  |                                        |  |
| Maria Luisa Gonzaga                                     |                       | Laura Pico della Mirandola                                        |                                                                    |  |  |       |  |  |                                             |  |  |                                        |  |
|                                                         |                       | Carmine Nicolao Caracciolo                                        | Marino V Caracciolo, IV principe di Santobuono                     |  |  |       |  |  |                                             |  |  |                                        |  |
|                                                         |                       | Carmine Nicolao Caracciolo                                        | Marino V Caracciolo, IV principe di Santobuono                     |  |  |       |  |  |                                             |  |  |                                        |  |
|                                                         |                       | Carmine Nicolao Caracciolo                                        | Giovanna Caracciolo di Torella                                     |  |  |       |  |  |                                             |  |  |                                        |  |
| Giulia Chiteria Caracciolo                              |                       | Carmine Nicolao Caracciolo                                        |                                                                    |  |  |       |  |  |                                             |  |  |                                        |  |
|                                                         |                       | Giovanna Costanza Ruffo                                           | Francesco Ruffo, II principe della Motta San Giovanni              |  |  |       |  |  |                                             |  |  |                                        |  |
|                                                         |                       | Giovanna Costanza Ruffo                                           | Francesco Ruffo, II principe della Motta San Giovanni              |  |  |       |  |  |                                             |  |  |                                        |  |
|                                                         |                       | Giovanna Costanza Ruffo                                           | Giovanna Lanza                                                     |  |  |       |  |  |                                             |  |  |                                        |  |
|                                                         |                       | Giovanna Costanza Ruffo                                           |                                                                    |  |  |       |  |  |                                             |  |  |                                        |  |